# Lijst van burgemeesters van Land van Cuijk
Dit is een lijst van burgemeesters van de Nederlandse gemeente Land van Cuijk in de provincie Noord-Brabant sinds haar instelling op 1 januari 2022.
| Ambtsperiode | Naam burgemeester        | Partij of stroming | Bijzonderheden |
| ------------ | ------------------------ | ------------------ | -------------- |
| 2022 - 2023  | W.A.G. (Wim) Hillenaar   | CDA                | waarnemend     |
| 2023 - heden | M.A.H. (Marieke) Moorman | PvdA               |                |